# 39 de trepte (film din 2008)
39 de trepte (în engleză The 39 Steps) este un film britanic de televiziune regizat de James Hawes după un scenariu de Lizzie Mickery. Este bazat pe romanul lui John Buchan, Cele treizeci și nouă de trepte. În rolurile principale au interpretat actorii Rupert Penry-Jones și Lydia Leonard.
A fost produs de studiourile British Broadcasting Corporation și a avut premiera la 28 decembrie 2008, fiind distribuit de BBC One[*]. Coloana sonoră a fost compusă de Rob Lane. 

## Rezumat
Povestea începe la 28 iunie 1914; Richard Hannay (Rupert Penry-Jones), inginer minier și ofițer de informații în timpul celui de-
Al Doilea Război al Burilor, se află la Londra după revenirea sa recentă din Africa, găsind Anglia o „clică” „obligatorie de clasă” și „mortal, mortal de plictisitoare”. Scăpând de spionii germani (Werner Daehn și Peter Stark), Scudder (Eddie Marsan) se năpustește în apartamentul lui Hannay și îi dezvăluie că este un agent al Biroului Serviciilor Secrete britanice care a fost trădat în timp ce a fost pe urmele unui grup german de spionaj cu sediul în Scoția. A auzit zvonuri despre un complot privind asasinarea unui rege european de rang înalt, care ar putea duce la război. Crezând că va fi ucis în curând, îi dă lui Hannay un carnet pentru a-l duce căpitanului Kell de la Biroul Serviciilor Secrete (Secret Service Bureau). În timp ce Hannay răspunde la ușă, Scudder este împușcat de unul dintre spionii germani care caută carnetul și a intrat în apartament printr-o ușă din spate. Un polițist apare, iar Hannay este acuzat pentru crimă înainte de a scăpa.
Fiind imposibil să-l contacteze pe Kell, Hannay răsfoiește carnetul, găsind că este plin de pagini cu un cod bazat pe cifre romane. El găsește o hartă în carnet și ia un tren spre Scoția pentru a dovedi că Scudder are dreptate, încercând să descifreze codul pe drum. Aflând că arhiducele Ferdinand a fost asasinat, Hannay ajunge în Scoția și fuge din tren pentru a scăpa de poliție. Rămâne peste noapte într-un hambar, unde descifrează codul din catnet (cu excepția unei secțiuni cu cod dublu), care dezvăluie că germanii vor să distrugă Marina Regală în porturi, astfel încât să poată invada țara, începând un război. Urmărit de polițiști, de germani și de mitraliera unui biplan, el se întâlnește cu Harry și Victoria Sinclair (care sunt fratele și soră). Harry este un viitor membru al Parlamentului și Victoria este o sufragetă, cei doi cred că cred că Hannay un invitat liberal pentru a ține un discurs la un miting politic într-un oraș din apropiere (Culross). Aici Hannay îl întâlnește pe Sir George Sinclair, unchiul lui Harry și al Victoriei. Victoria îl ajută pe Hannay în încercarea lui de a scăpa, înainte de a fi capturați de germani. Cu carnetul lipsă din buzunarul lui Hannay, sunt duși la Castelul Longkeep (Castelul Dumbarton), sediul central al grupului de spionaj german, unde sunt închiși de profesorul Fisher (Patrick Malahide). Sir George ajunge atunci când sunt capturați și întreabă despre ei în timp ce sunt ținuți într-o altă cameră. După ce pleacă, sunt legați și duși într-o pivniță. Aceștia scapă provocând o explozie și se întorc acolo unde au fost prinși pentru a căuta carnetul, despre care Victoria dezvăluie că l-a scos din buzunarul lui Hannay și l-a ascuns. Rămân peste noapte într-un han, unde Hannay îi detaliază Victoria conținutul carnetului.
Dimineața, ei scapă de spionii germani din nou și fug în casa lui Harry, unde Victoria încearcă fără succes să îl contacteze pe căpitanul Kell. Hannay, singur, se întâlnește în secret cu Sir George, care face parte din Comitetul Național de Apărare (National Committee of Defence, NCD). Hannay dezvăluie conținutul carnetului, iar Sir George îi dezvălue că a doua zi la Castelul Stirling are loc o ședință a Comitetului Național de Apărare pentru a dezvălui noile planuri navale, informație care corespunde unei părți din codul dublu, data și literele NCD. Mai târziu, Hannay și Victoria se sărută, iar a doua zi dimineață o vede plecând cu un bărbat, de care își amintește că l-a văzut anterior în tren ca preot și la miting. Cu carnetul lipsă și aflând că Victoria s-a prefăcut că a sunat către Biroul Serviciilor Secrete, Hannay se duce la Castelul Stirling, crezând că Victoria este o trădătoare. Acolo, Victoria dezvăluie că lucrează pentru Biroul Serviciilor Secrete și Hannay îi întâlnește pe Kell (Alex Jennings) și Wakeham, bărbatul cu care Victoria a plecat mai devreme (Steven Elder), care dezvăluie că l-au folosit pe Hannay pentru a distrage atenția germanilor și au trimis-o pe Victoria să-l urmărească și să-l ajute. Hannay deduce că Sir George este trădătorul, deoarece are o bună memorie fotografică ca și Victoria; astfel Sir George a fugit cu planurile navale memorate. Pentru a-i identifica locul  de întâlnire cu nemții, aceștia decodează textul rămas, care se referă la camera în care au fost închiși anterior la castelul Longkeep și descoperă textul „39 de trepte” scris în carnet de Scudder folosind cerneală invizibilă. La Castel, Hannay și Victoria găsesc cele 39 de trepte care duc la un lac. Urmează un schimb de focuri, iar un U-boot german apare din lac. Fisher, germanii și Sir George nu reușesc să ajungă la submarin înainte ca acesta să se scufunde și se predau.
Împreună, lângă lac, Hannay și Victoria se sărută înainte ca ea să fie împușcată de un german muribund, ea cade în lac și dispare. Povestea se încheie patru luni mai târziu, după începutul primului război mondial, când Hannay, în uniformă de ofițer al armatei britanice, așteaptă să întâlnească pe cineva la stația feroviară St Pancras. Harry apare, spunând că Victoria a vrut să-și ia rămas bun, iar Hannay o vede în depărtare. Ca răspuns la nedumerirea lui Hannay, Harry îi spune: „[e un] secret, bătrâne”. Victoria dispare în spatele unui cărucior pentru bagaje și Harry îi spune lui Hannay că o va vedea după război.

## Distribuție
Au interpretat actorii: 
- Rupert Penry-Jones - Richard Hannay, urmărit general ca suspect în uciderea lui Scudder
- Lydia Leonard - Victoria Sinclair
- David Haig - Sir George Sinclair, unchiul lui Harry și al Victoriei
- Patrick Malahide - Profesor Fisher
- Patrick Kennedy - Hellory Sinclair, fratele Victoriei
- Eddie Marsan - Scudder
- Alex Jennings - Captain Kell
- Steven Elder - Vicar / Wakeham
- Werner Daehn - Ackerman
- Peter Stark - Engel
- Del Synnott - London Constable
- Roger De Courcey - Ventrilog
- David Gallacher - majordomul profesorului
- James Bryce - portar la Club
- Stewart Preston - chelner la Club

## Producție și primire
Dintre cele patru versiuni majore ale romanului (vezi mai jos), filmul lui Alfred Hitchcock din 1935 a fost cel mai apreciat.